# Hiroshi Ninomiya (ur. 1937)
Hiroshi Ninomiya (jap. 二宮寛 Ninomiya Hiroshi; ur. 13 lutego 1937) – japoński piłkarz i trener piłkarski, reprezentant kraju, selekcjoner reprezentacji Japonii w latach 1976-1978.

## Kariera klubowa
Od 1959 do 1968 roku występował w klubie Mitsubishi Motors.

## Kariera reprezentacyjna
Karierę reprezentacyjną rozpoczął w 1958, a zakończył w 1961 roku. W sumie w reprezentacji wystąpił w 12 spotkaniach.

## Statystyki
| Reprezentacja Japonii | Reprezentacja Japonii | Reprezentacja Japonii |
| Rok                   | Mecze                 | Gole                  |
| --------------------- | --------------------- | --------------------- |
| 1958                  | 2                     | 0                     |
| 1959                  | 9                     | 9                     |
| 1960                  | 0                     | 0                     |
| 1961                  | 1                     | 0                     |
| Razem                 | 12                    | 9                     |